# Boca Raton Bowl 2024
Match précédent Match suivant
Le Boca Raton Bowl 2024 est un match de football américain de niveau universitaire joué après la saison régulière de 2024, le 2024 au FAU Stadium situé à Boca Raton dans l'État de Floride aux États-Unis. 
Il s'agit de la 11e édition du Boca Raton Bowl.
Le match met en présence l'équipe des Hilltoppers de Western Kentucky issue de la Conference USA et l'équipe des Dukes de James Madison issue de la Sun Belt Conference.
Il débute vers 17 h 30 locales (23h30 en France) et est retransmis à la télévision par ESPN.
James Madison remporte le match sur le score de 27 à 17.

## Présentation du match
Il s'agit de la 1re rencontre entre les deux équipes.
| Équipes | Logos | Couleurs | Conférences | Entraîneurs                   | Stats. saison rég. | Classements avant le bowl | Classements avant le bowl | Classements avant le bowl |
| --- | ----- | -------- | ----------- | ----------------------------- | ------------------ | ------------------------- | ------------------------- | ------------------------- |
| Équipes | Logos | Couleurs | Conférences | Entraîneurs                   | Stats. saison rég. | CFP                       | AP                        | Coaches                   |
| Hilltoppers de Western Kentucky                                                                                    |       |          | CUSA        | Tyson Helton (en) (6e saison) | 8 - 5              | NC                        | NC                        | NC                        |
| Dukes de James Madison                                                                                             |       |          | Sun Belt    | Bob Chesney (en) (1re saison) | 8 - 4              | NC                        | NC                        | NC                        |
| - Arbitre : Nolan Dumas (Mountain West) - Équipe donnée favorite par les bookmakers : James Madison par 8½ points. |       |          |             |                               |                    |                           |                           |                           |

### Hilltoppers de Western Kentucky
Avec un bilan global en saison régulière de 8 victoires et 4 défaites (6-1 en matchs de conférence), Western Kentucky est éligible et accepte l'invitation pour participer au Boca Raton Bowl 2024.
Ils terminent 2e de la Conference USA derrière Jacksonville State mais perdent la finale de conférence 12-52 et comptent ainsi un bilan de 8 victoires et 5 défaites avant le bowl.
À l'issue de la saison 2024 (bowl non compris), ils n'apparaissent pas dans le Top 25 des classements CFP, AP et Coaches.
Il s'agit de leur 3e participation au Boca Raton Bowl et le 11e bowl de leur histoire (bilan 7-3) :
| Saisons | Dates            | Vainqueurs        | Scores  | Finalistes       | Bilan   |
| ------- | ---------------- | ----------------- | ------- | ---------------- | ------- |
| 2016    | 20 décembre 2016 | Western Kentucky  | 51 - 31 | Memphis          | V : 1-0 |
| 2021    | 18 décembre 2021 | Appalachian State | 59 - 38 | Western Kentucky | V : 2-0 |

### Dukes de James Madison
Avec un bilan global en saison régulière de 8 victoires et 4 défaites (4-4 en matchs de conférence), James Madison est éligible et accepte l'invitation pour participer au Boca Raton Bowl 2024.
Ils terminent 3e de la Sun Belt Conference derrière Marshall et Georgia Southern.
À l'issue de la saison 2024 (bowl non compris), ils n'apparaissent pas dans le Top 25 des classements CFP, AP et Coaches.
Il s'agit de leur première participation au Boca Raton Bowl et le 2e bowl FBS de leur histoire.
Le quarterback titulaire, Alonza Barnett III, souffrant d'une blessure depuis le match du 30 novembre contre Marshall, est remplacé par Billy Atkins, lequel n'a effectué que trois tentatives de passe au cours des deux dernières saisons.